# Ilias Iliadis
Ilias Iliadis (grekiska: Ηλίας Ηλιάδης, född (på georgiska): ჯარჯი ზვიადაური, Dzjardzji Zviadauri) född den 10 november 1986 i Georgien, är en georgisk-grekisk judoka som tävlar för Grekland.
Han deltog vid de olympiska sommarspelen 2004 i Aten, och vann guld i halv-medelviktsklassen (81 kg) vid 17 års ålder. 6 år senare vann han sitt första VM-guld, den gången vid världsmästerskapen i Tokyo i viktklassen -90 kilo, vilket han försvarade i Paris 2011 och återtog i Tjeljabinsk 2014.
I form av Greklands fanbärare vid OS 2008 i Peking fick han äran att tåga in i Fågelboet först av alla.
Iliadis är kusin till en annan georgisk judoutövare, Zurab Zviadauri.

## Meriter
| År   | Tävling            | Stad                      | Plats | Viktklass              |
| ---- | ------------------ | ------------------------- | ----- | ---------------------- |
| 2004 | Olympiska spelen   | Aten, Grekland            | 1:a   | Halv medelvikt (81 kg) |
| 2004 | Europamästerskapen | Bukarest, Rumänien        | 1:a   | Halv medelvikt (81 kg) |
| 2005 | Världsmästerskapen | Kairo, Egypten            | 2:a   | Medelvikt (90 kg)      |
| 2005 | Medelhavsspelen    | Almería, Spanien          | 1:a   | Medelvikt (90 kg)      |
| 2007 | Världsmästerskapen | Rio de Janeiro, Brasilien | 2:a   | Medelvikt (90 kg)      |
| 2010 | Världsmästerskapen | Tokyo, Japan              | 1:a   | Medelvikt (90 kg)      |
| 2010 | Europamästerskapen | Österrike, Wien           | 3:a   | Medelvikt (90 kg)      |
| 2011 | Europamästerskapen | Istanbul, Turkiet         | 1:a   | Medelvikt (90 kg)      |
| 2011 | Världsmästerskapen | Paris, Frankrike          | 1:a   | Medelvikt (90 kg)      |